# ولایت شیموسا

نقشه ژاپن در سال (سال ۱۸۶۸). این ولایت با رنگ تیره مشخص شده است.

ولایت شیموسا (به ژاپنی: 下総の国 Shimōsa no Kuni) یکی از ولایت‌ها در تقسیم‌بندی کشوری قدیم ژاپن بود.